# Javier Eraso Goñi
Javier Eraso Goñi (Pamplona, Navarra, 22 de març de 1990) és un futbolista professional navarrès que juga com a migcampista per la SD Amorebieta.

## Trajectòria esportiva
Eraso es va formar al planter de l'Athletic Club, i va començar a jugar com a sènior a la tercera divisió, amb el CD Basconia. Un any després, pujà al Bilbao Athletic de la segona B.
El 19 de juny de 2013 Eraso fou descartat pels bilbaïns, i va fitxar pel CD Leganés, també de la Segona B, al mes següent. Va jugar 42 partits durant la temporada 2013–14, en la qual el club madrileny va ascendir a la segona divisió després d'una absència de deu anys.
Eraso va jugar el seu primer partit com a professional el 7 de setembre de 2014, jugant com a titular en una victòria a casa per 3–1 contra el RCD Mallorca. Va marcar el seu primer gol a la segona categoria el 21 de desembre, el gol final en el qual seria una victòria per 2–0 a casa contra el Recreativo de Huelva.
El 31 de maig de 2015, Eraso va marcar un hat-trick en una victòria fora de casa per 5–2 contra el FC Barcelona B. L'1 de juliol va retornar a l'Athletic, aquest cop per jugar al primer equip a La Liga.
Eraso va debutar oficialment amb l'Athletic el 30 de juliol de 2015, jugant com a titular i marcant ambdós gols en una victòria per 2–0 contra l'Inter Baku PIK a l'estadi de San Mamés en la tercera eliminatòria de la fase de classificació de la Lliga Europa de la UEFA 2015–16.

## Palmarès
Athletic Club
- 1 Supercopa d'Espanya: 2015[8]